# Hemistigma affinis
Hemistigma affinis är en trollsländeart som först beskrevs av Jules Pièrre Rambur 1842.  Hemistigma affinis ingår i släktet Hemistigma och familjen segeltrollsländor. Inga underarter finns listade i Catalogue of Life.